# Phyllotocus moestus
Phyllotocus moestus är en skalbaggsart som beskrevs av Jean Baptiste Boisduval 1835. Phyllotocus moestus ingår i släktet Phyllotocus och familjen Melolonthidae. Inga underarter finns listade i Catalogue of Life.